# 홈랜즈 (축제)

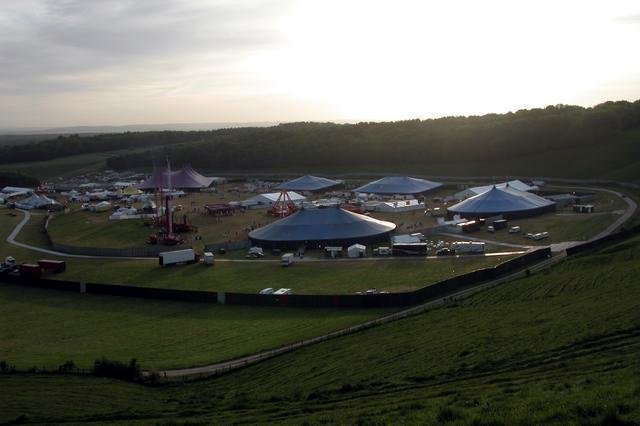

홈랜즈(Homelands)는 민 피들러 뮤직 그룹(Mean Fiddler Music Group, 현재의 페스티벌 리퍼블릭, Festival Republic)이 운영하는 음악 축제로, 주로 라이브 공연과 DJ를 포함한 댄스 음악으로 구성되었다. 이 축제는 1999년부터 2005년까지 영국, 스코틀랜드, 아일랜드에서 개최되었다. 홈랜즈의 주최측은 런던과 시드니의 홈 나이트클럽(Home nightclub)을 포함한 홈 나이트클럽스 체인의 운영에도 관여했다.
영국 축제는 햄프셔주 윈체스터 인근 치즈풋 헤드에서 열렸으며, 이 장르에서 가장 인기 있는 영국 축제 중 하나였다.
이 스코틀랜드 축제는 1999년 에든버러 인근 로열 하이랜드 쇼그라운드에서 열렸고, 2000년에는 스코틀랜드 남부 뉴 컴녹 인근에서 열렸다.
아일랜드 축제는 1999년과 2000년에 미스주에 있는 모스니 홀리데이 센터에서 열렸다.